# Renaud Connen
Renaud Connen (* 21. März 1980 in Melun) ist ein ehemaliger französischer Fußballspieler.

## Vereinskarriere
Renaud Connen spielte von 2000 bis 2007 für den AC Ajaccio. Mit seinem Verein stieg er 2002 aus der Ligue 2 in die Ligue 1 auf. In der Saison 2005/06 wurde er an den Zweitligisten Grenoble Foot verliehen. Bei seiner Rückkehr war Connens Verein Ajaccio bereits wieder in die zweite Liga abgestiegen.